# Ботчуэй, Эванс
Эванс Ботчуэй (англ. Evans Botchway; род. 23 февраля 2006, Аккра) — ганский футболист, нападающий шведской «Броммапойкарны».

## Клубная карьера
Является воспитанником «Аккра Лайонз». В начале 2023 года был переведён в основную команду клуба. 13 февраля дебютировал в ганской премьер-лиге в домашнем поединке с «Бибиани Голд Старз», появившись на поле на 85-й минуте. В общей сложности принял участие в 19 матчах и забил в них два мяча.
В апреле 2024 года перешёл в шведскую «Броммапойкарну». 1 июня в матче с «Мальмё» дебютировал в чемпионате Швеции, появившись на поле на 86-й минуте вместо Далехо Ирандуста.

## Карьера в сборной
Выступал за молодёжную сборную Ганы.

## Клубная статистика
| Выступление      | Выступление      | Выступление      | Лига | Лига | Кубки | Кубки | Конт. кубки | Конт. кубки | Итого | Итого |
| Клуб             | Лига             | Сезон            | Игры | Голы | Игры  | Голы  | Игры        | Голы        | Игры  | Голы  |
| ---------------- | ---------------- | ---------------- | ---- | ---- | ----- | ----- | ----------- | ----------- | ----- | ----- |
| Аккра Лайонз     | Премьер-лига     | 2022/23          | 16   | 1    | 0     | 0     | 0           | 0           | 16    | 1     |
| Аккра Лайонз     | Премьер-лига     | 2023/24          | 3    | 1    | 0     | 0     | 0           | 0           | 3     | 1     |
| Аккра Лайонз     | Итого            | Итого            | 19   | 2    | 0     | 0     | 0           | 0           | 19    | 2     |
| Броммапойкарна   | Алльсвенскан     | 2024             | 1    | 0    | 0     | 0     | 0           | 0           | 1     | 0     |
| Броммапойкарна   | Итого            | Итого            | 1    | 0    | 0     | 0     | 0           | 0           | 1     | 0     |
| Всего за карьеру | Всего за карьеру | Всего за карьеру | 1    | 0    | 0     | 0     | 0           | 0           | 1     | 0     |